# Uszebti

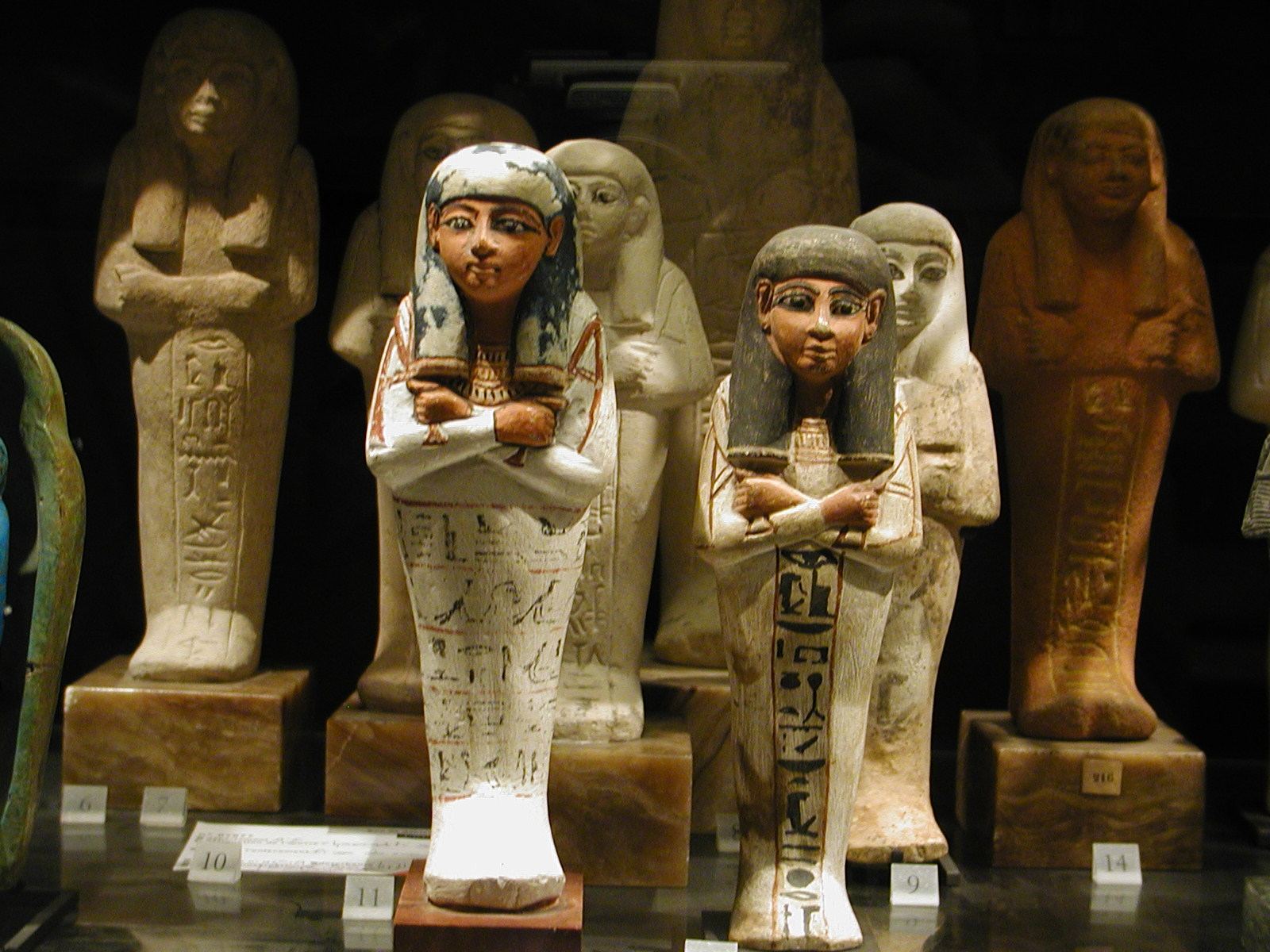

Uszebti (z egip., także szauabti, szabti – odpowiadający; uszebt - opiekować się) – w starożytnym Egipcie figurka w kształcie mumii, z dwiema motykami w rękach i workiem na plecach, wkładana do grobu wraz z ciałem zmarłego. 
W egipskim raju (Pola Jaru) istniała konieczność pracy odzwierciedlającej w tym względzie świat doczesny. Zabierając ze sobą w zaświaty figurki uszebti faraonowie a także zwykli śmiertelnicy stwarzali sobie możliwość zwolnienia własnej duszy z pracy.
Uszebti wytwarzano z drewna, szkła, gliny, wosku, brązu, najczęściej z fajansu.
Przekształcenie figurek uszebti w ich rzeczywiste sobowtóry zapewniało zaklęcie, które znamy jako 6 rozdział Księgi umarłych (ma on swoją genezę w 472 rozdziale Tekstów Sarkofagów):
"Instrukcja dla Ozyrysa (tu: imię zmarłego). O, uszebti, jeżeli (zmarłemu - imię) rozkaże się wykonanie jakiejś pracy w państwie umarłych: zaoranie pola, nawodnienie ziemi czy przewożenie piasku ze wschodu na zachód, powiesz 'Oto jestem'".

## Historia figurek
Rolę służących, przedstawionych jako ludzi zajętych pracami gospodarczymi, rzemieślniczymi i domowymi spełniały statuetki występujące powszechnie już za V i VI dynastii. W czasach Starego Państwa nie zawsze przedstawiały one wyłącznie służbę, czasem także członków rodziny, którzy chcieli po raz ostatni pomóc zmarłemu. Wykonane były one zazwyczaj bardzo starannie z wapienia.
W Średnim Państwie zastąpiono je drewnianymi modelami grobowymi również ukazującymi pracujących ludzi.
Wspomniane wyobrażenia miały zawsze za zadanie wykonywać pracę nadaną przez boga zmarłemu.
Uszebti początkowo nazywano szabti. Pojawiły się na początku Średniego Państwa a szczególnie dużo tego rodzaju figurek wytwarzano w III Okresie Przejściowym i Okresie Późnym. Osiągały od kilku do pięćdziesięciu centymetrów. Różniły je jakość: jedne były prostym zlepkiem gliny lub nawet kawałkiem drewna, innym starannie nadawano kształt mumii oraz cechy ludzkie.
Początkowo do wyposażenia grobu wchodziły tylko dwie figurki, które wkładano do oddzielnych, specjalnych sarkofagów. Od czasów Amenhotepa II ich ilość wzrosła, więc zaczęto umieszczać je w skrzynkach mających kształt kapliczki.
Liczbę uszebti zwiększono do 365 figurek, po jednej na każdy dzień roku, którym przewodniczyło 36 nadzorców, co daje zbiór 401 sztuk. Jak widać, istniał podział ze względu na podział organizacyjny i wykonywane funkcje. 
Za Nowego Państwa figurki uważano za niewolników. Otrzymywały one również narzędzia rolnicze, początkowo przymocowywane do modeli, następnie zaznaczane jedynie malunkiem lub rzeźbą na figurce. Figurki wyżej wspomnianych nadzorców zamiast narzędzi były wyposażane w biczyk, symbol władzy zwierzchniej nad "robotnikami". Przykładowo, uszebti tej rangi z grobu Tutanchamona są wyraźnie większe od "pracowników" a także zostały im nadane cechy portretowe Tutanchamona.
W grobie Seti I znaleziono siedemset uszebti, pochówki Okresu Późnego zawierały ich już ponad tysiąc, jednak były one wykonywane niestarannie.
Zmieniono ich nazwę na uszabti (co znaczy: "odpowiadać") nawiązując do możliwości wykorzystania ich przez zmarłego w każdej chwili (wspomniane wyżej "Oto jestem").
Figurki służyły także świętym zwierzętom, takim jak Apis, któremu towarzyszyły mumiokształtne posążki mające bycze głowy.